# Ільник
І́льник — село в Україні, у Самбірському районі Львівської області. Населення становить 1083 особи. Орган місцевого самоврядування — Турківська міська рада.

## Назва
Походження назви села точно невідоме. Існують різні версії :
- назва походить від потоку Ільник (притока Стрию);
- назва походить від дерева Ільм, згаданого у королівському привілеї графу[джерело?] Івану Волоху та його синам.

Перша письмова згадка про село датована 1490 роком.

## Географія
У селі потік Фролич впадає у річку Завадку, праву притоку Стрию.

## Історія
У 1431 р. польський король Владислав ІІ Ягайло подарував (за військові заслуги) угорському графу Івану Волоху та його синам — Ходку, Занкові та Іванку — землі на Турківщині. Один із його синів, Іванко, осів у Ільнику, започуткувавши шляхетний рід Ільницьких.
Для розрізнення використовують прізвиська (придомки): Ільницький-Рибчич, Ільницький-Янінович, Ільницький-Занкович, Ільницький-Черчович, Ільницький-Сенюшкевич та ін.
У 1538-1539 рр. на Турківщині комісія польської королеви Бони провела ревізію земель та встановила остаточний розподіл місцевих сіл на шляхетські та королівські. За місцевою легендою, приводом до цього акту стала непокора одного із місцевих шляхтичів, Ільницького-Занковича, який відмовився допомогти королеві з ремонтом колісниці, за що поплатився життям. Водночас саме село комісія поділила на Ільник Королівський та Ільник Землянський.
Мартин Блажевський (Блажовський, ? — бл.1628), поет і перекладач початку XVII ст., представник роду шляхтичів Блажовських (прізвище походить від назви села Блажів, яке було їх дідичним володінням) гербу Сас, після молодих літ, які провів у боях, осів у своїх дідичних селах та Турківщині, зокрема, Ільнику.
1907-го від Турки до села вздовж річок Стрий та Завадка була прокладена 16,8-кілометрова вузькоколійна залізнична лінія (600 мм). Згодом, приблизно в 1960-х роках, вона була закрита.
Під час Другої світової війни були примусово мобілізовані 172 жителі села, 37 з них загинули в боях, 84 — нагороджені орденами і медалями. 1957 року в селі встановлено окупаційний обеліск.
У радянський період у селі діяли відділення радгоспу ім. XXIII з'їзду КПРС.

## Населення
Згідно з переписом УРСР 1989 року чисельність наявного населення села становила 1929 осіб, з яких 957 чоловіків та 972 жінки.
За переписом населення України 2001 року в селі мешкали 1083 особи.

### Мова
Розподіл населення за рідною мовою за даними перепису 2001 року:
| Мова       | Відсоток |
| ---------- | -------- |
| українська | 99,63 %  |
| російська  | 0,37 %   |

## Символи села
Герб Ільника: у скошеному зліва на зелене і синє поле щиті — золоте дерево ільм.
Герб і прапор Ільника розроблений директором школи Ільницьким Миколою Івановичем у 1995 році.
Узгоджений 31 березня 2004 року сесією Ільницької сільської ради 4 скликання № 89.
Прапор Ільника: квадратне полотнище, що складається з двох рівновеликих смуг — верхньої зеленої та нижньої синьої, з кутів від древка до середини полотнища йде клин, розділений горизоньально на синій (верхній) і жовтій (нижній) трикутника. Зелене і синє поля герба і прапора символізують природні багатства села — ліси (зелене) і води (синє).
Герб і прапор села Ільник розробив директор школи Ільницький Микола Іванович.

## Культові споруди

### Церква святої Параскеви Турківської
Церква постала у 1928-1933 рр. Мурована, споруджена за проєктом львівського архітектора Олександра Пежанського. Розташована на цвинтарі посеред села. Хрещата в плані, споруджена в неоукраїнському стилі. Орієнтована вівтарем на схід. Складається з широкої квадратної нави з прямокутними укороченими бічними раменами, гранчастого вівтаря з двома прямокутними захристіями по боках та прямокутного бабинця, оточеного з трьох сторін арковим підсінням. Нава увінчана цибулястою банею на світловому восьмериковому барабані та прикрашена такими ж меншими наріжними банями. Вівтар накритий п'ятисхилим дахом, бічні рамена — трисхилими, бабинець — двосхилим. Стіни муровані з тесаного каменю, нетиньковані, завершені профільним ґзимсом. Віконні прорізи різної форми, декоровані муруванням з тесаного каменю іншого ґатунку. Підсіння тиньковані і білені.

### Каплиця Матері Божої Параманної
У 1932-1933 році за сприяння священника  І.Кулаковського був збудований костел-каплиця, освячений 16 листопада 1933 року. Споруда відноситься до раритетних і могла б стати туристичною принадою села. Однак наразі каплиця Матері Божої Параманної (Скапулярію) знаходиться у занедбаному стані і досі не має статусу пам'ятки. Входить в число одинадцяти нині існуючих дерев'яних костелів Львівщини першої половини  ХХ століття.

## Соціальна сфера
Середня й початкова школи, народний дім на 200 осіб, дві бібліотеки, туберкульозне відділення районної лікарні, будинок побуту, відділення зв'язку.

## Галерея

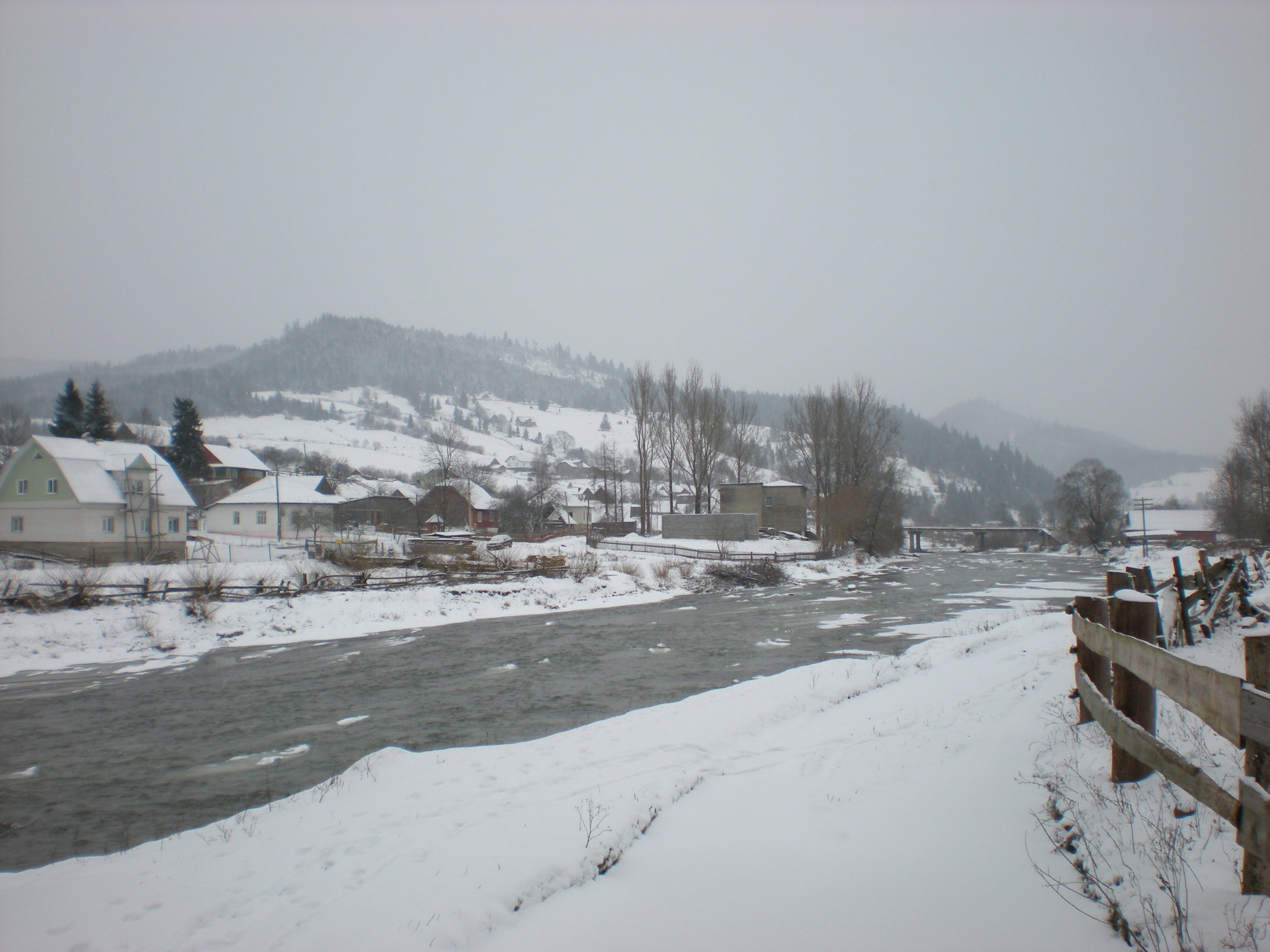
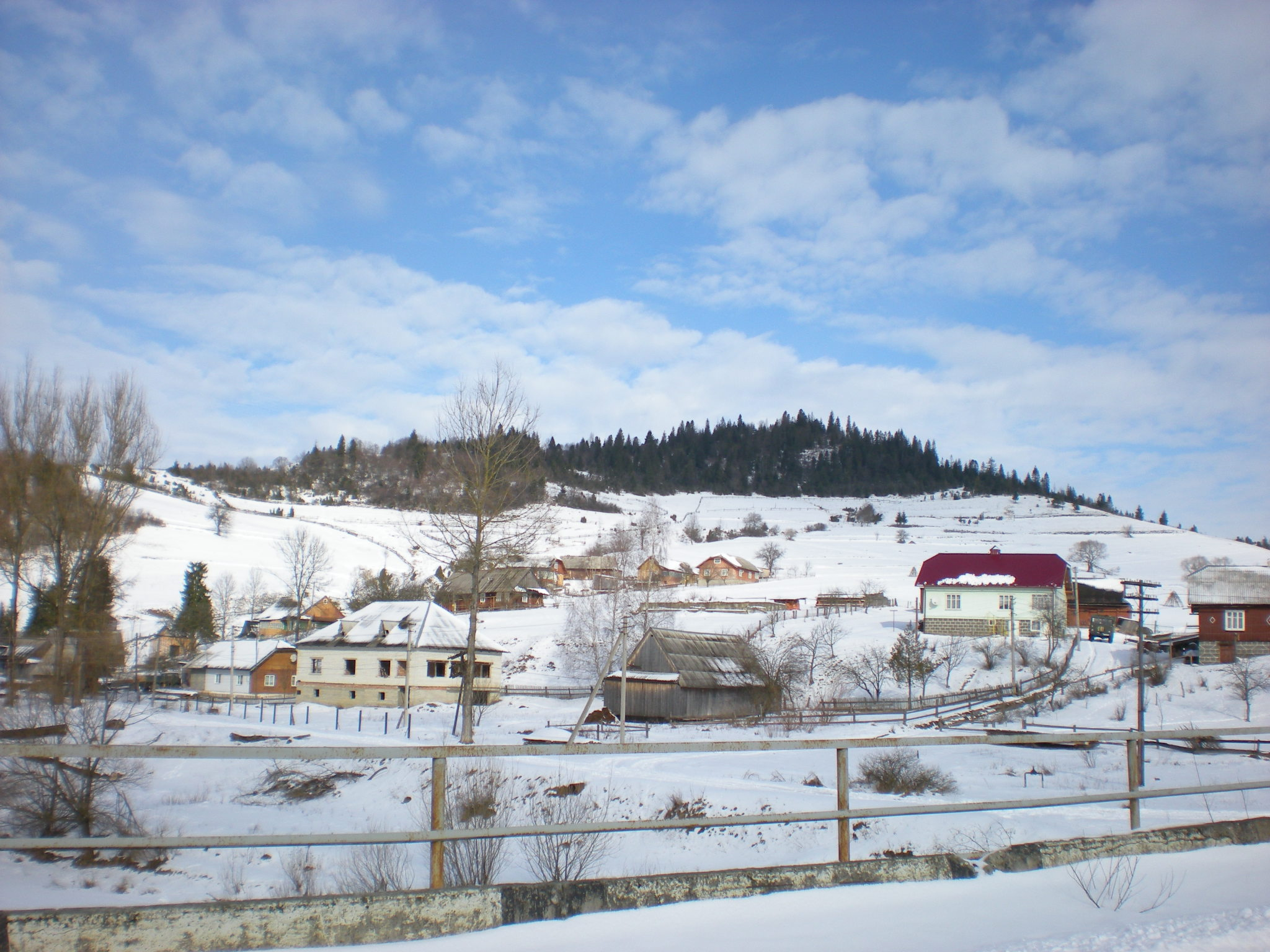
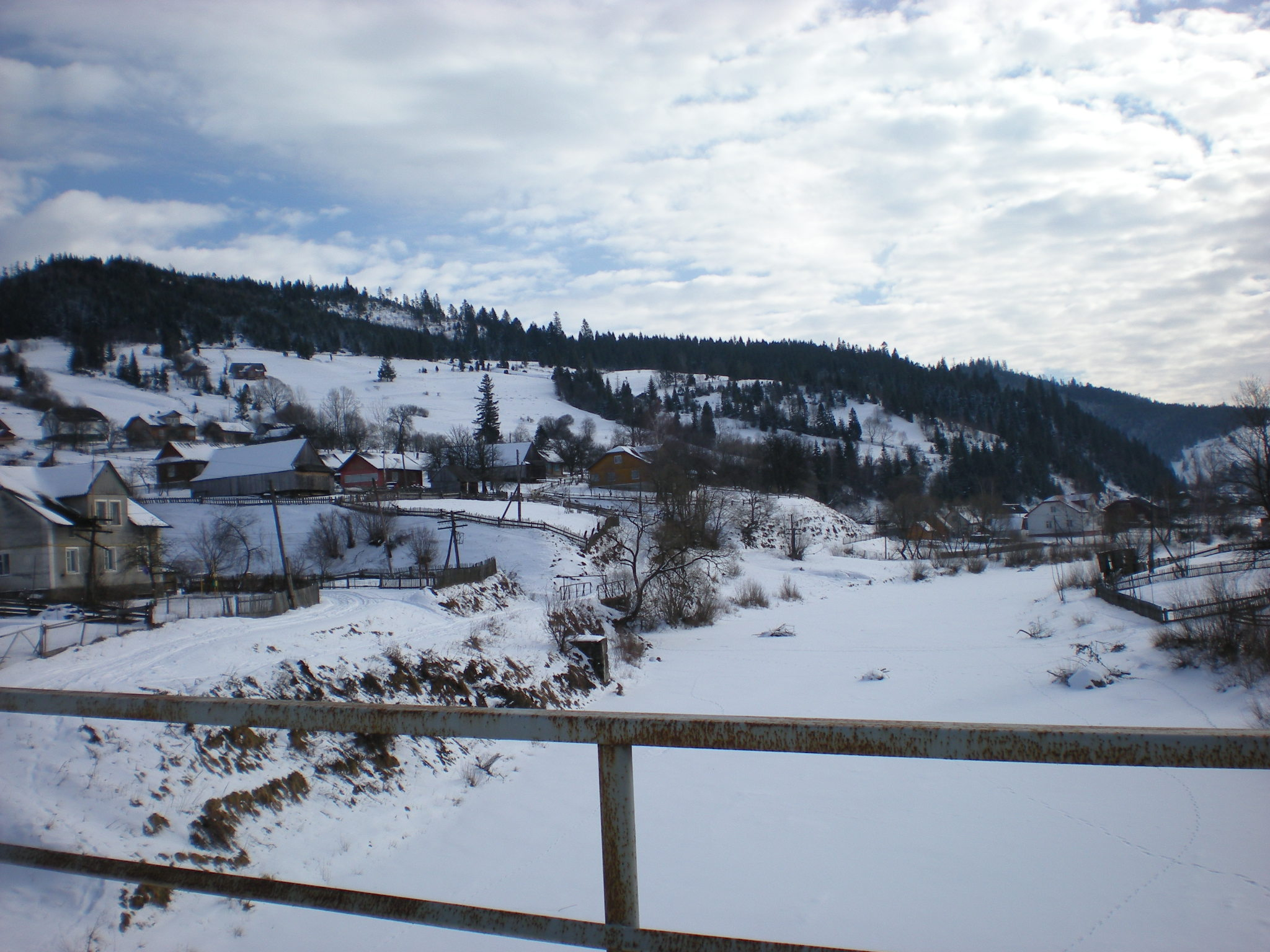
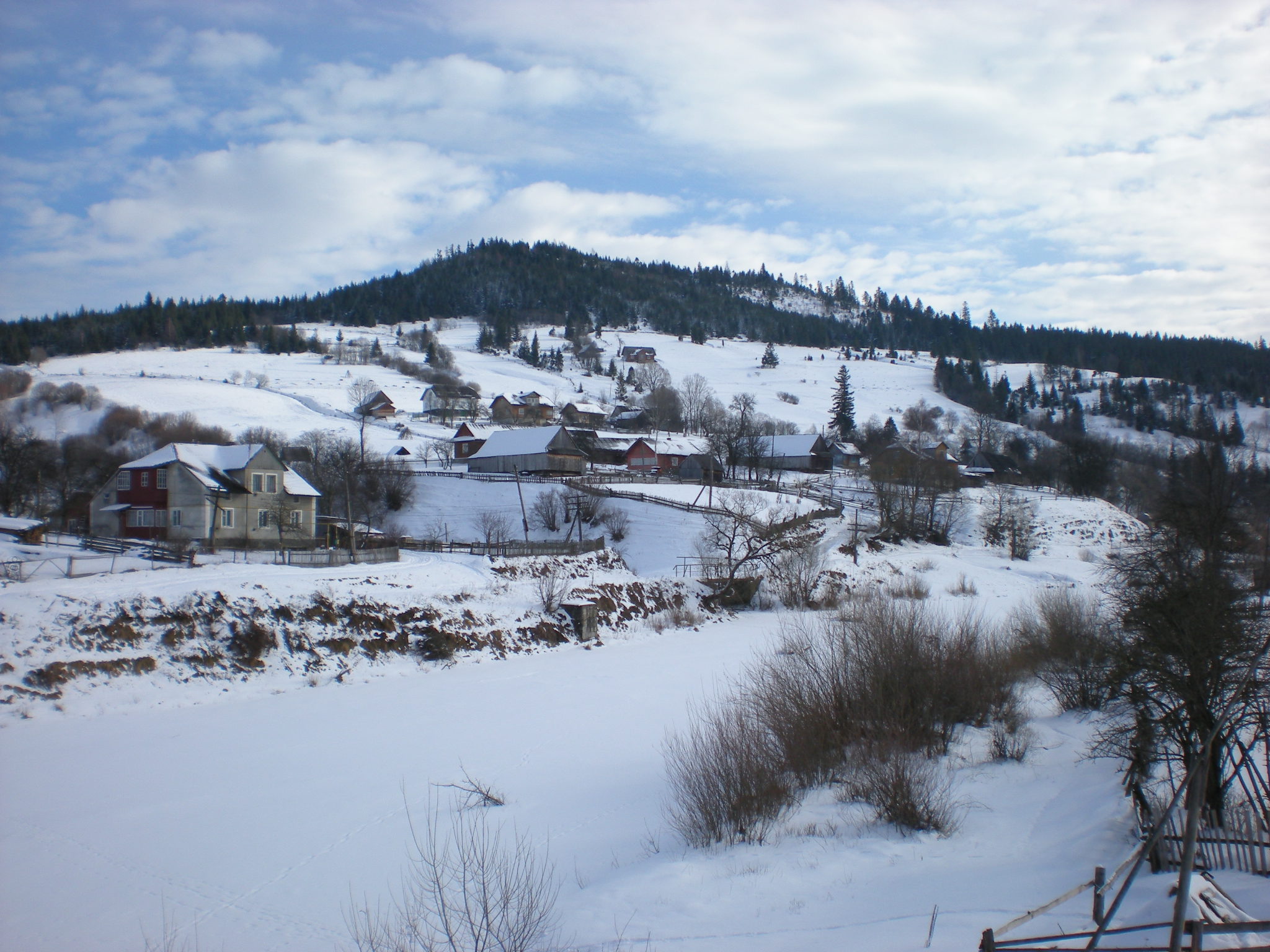
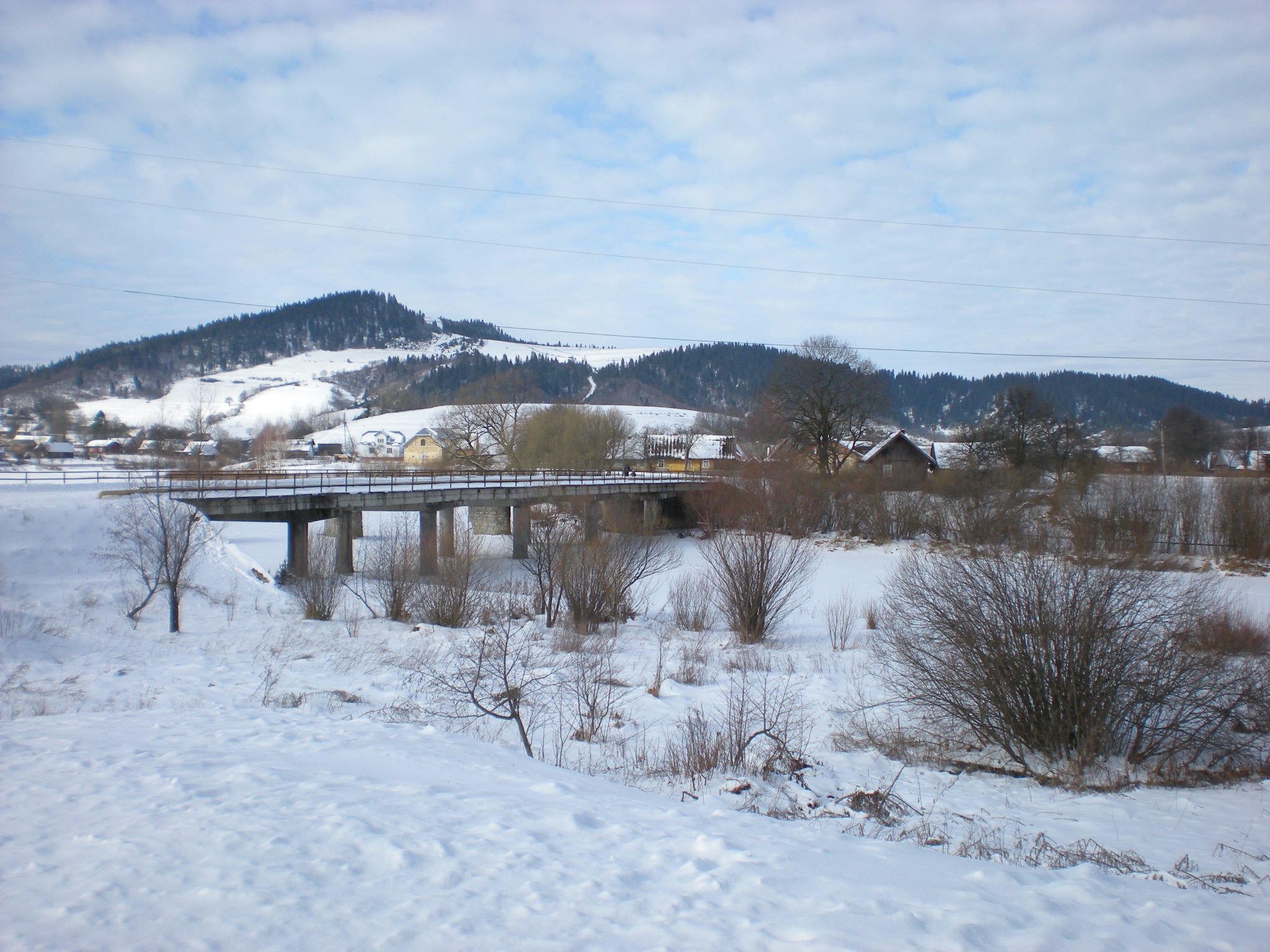
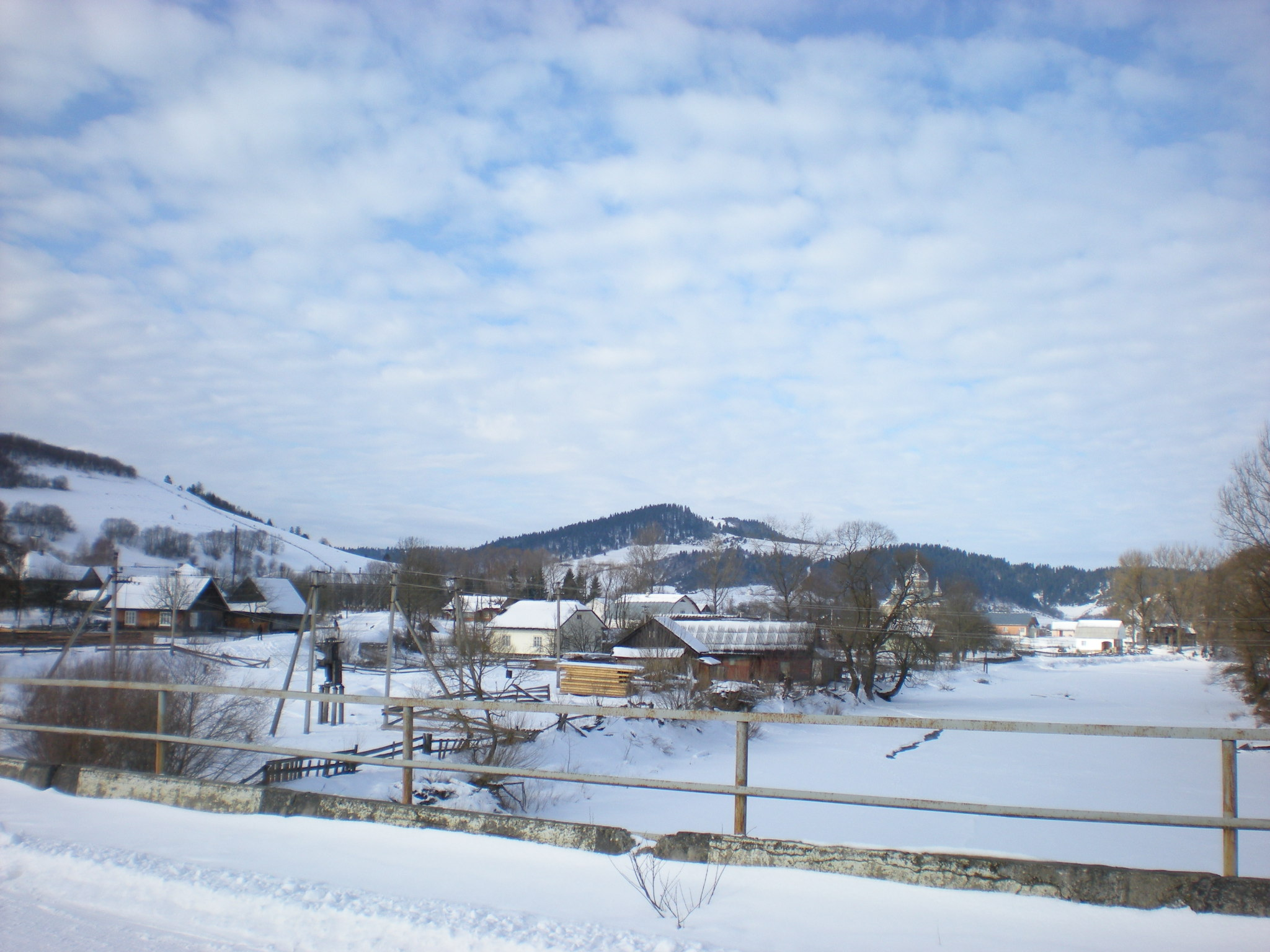
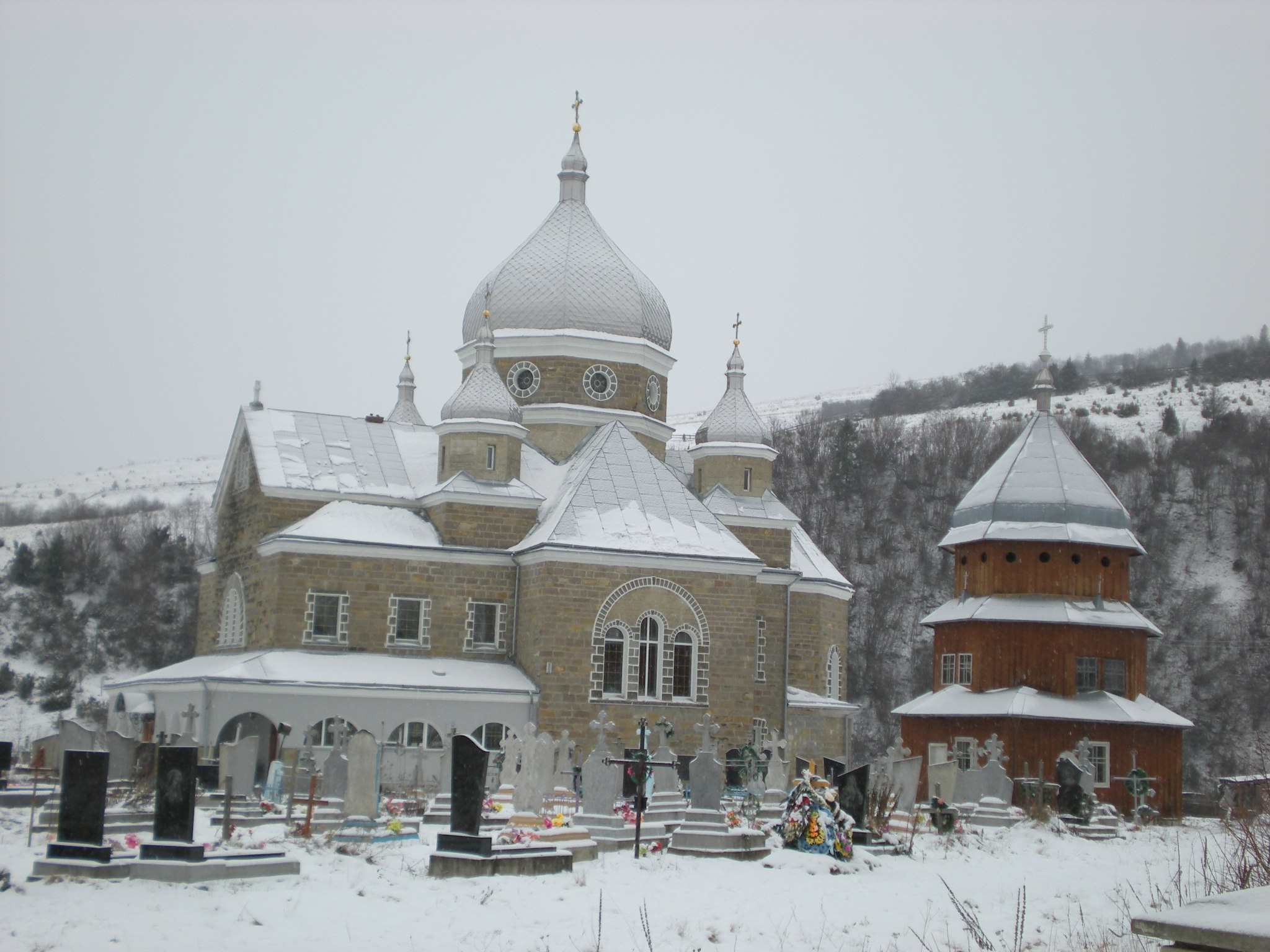
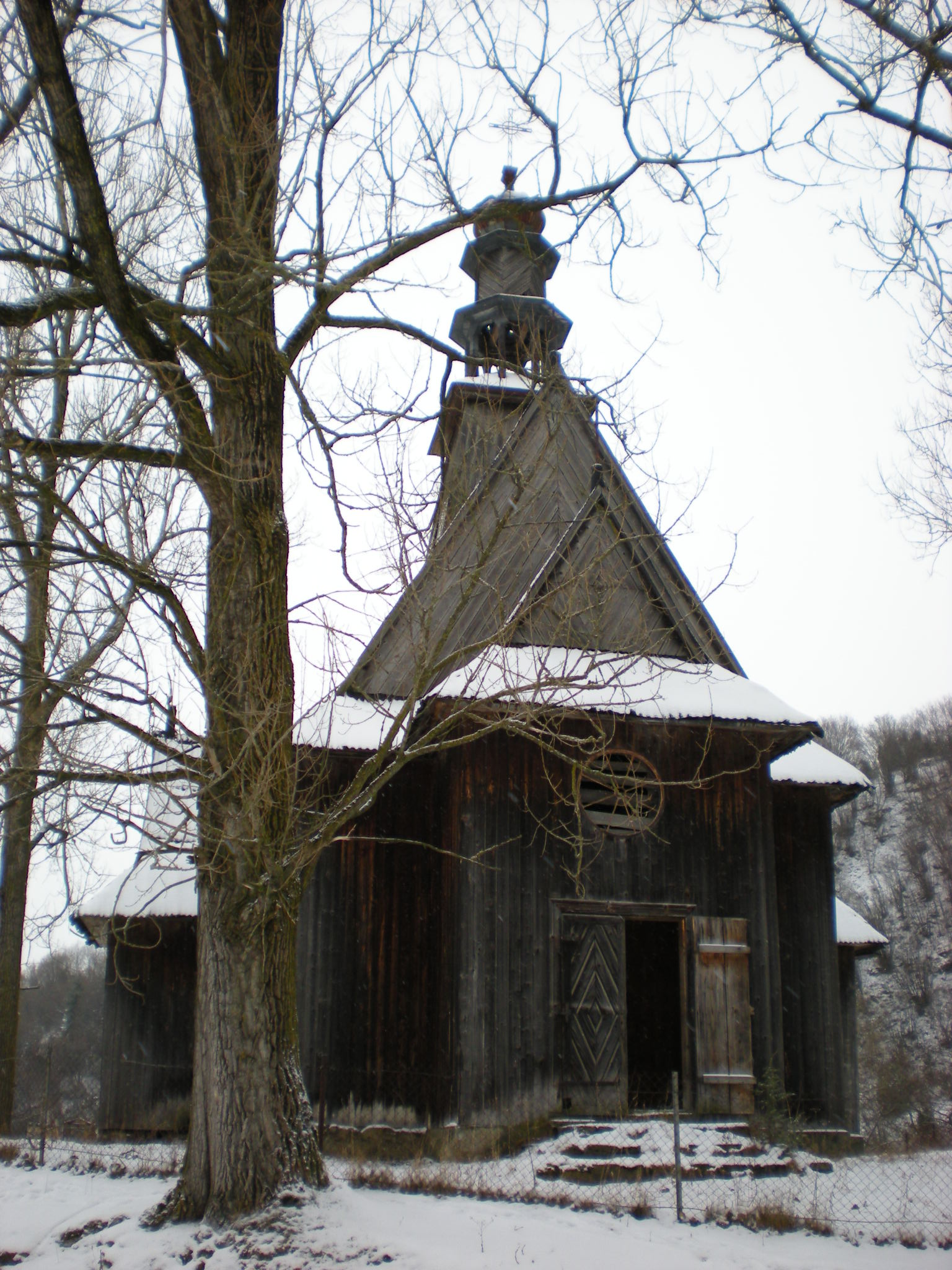

## Відомі люди
- Великанович Юрій Дмитрович — комуніст, співорганізатор Комсомолу Західної України, боєць інтернаціональної бригади, загинув 1936 року у громадянській війні в Іспанії;
- Ільницький-Занкович Іван — поручник УГА, військовий лексикограф;
- Ільницький Микола Миколайович (*23 вересня 1934) — український літературознавець, критик, поет, перекладач;
- Рибчич Ілля Йосипович — засновник модерної газовидобувної індустрії України; вчений-винахідник.